# Tarija
Tarija ([taríha], celotno ime San Bernardo de la Frontera de Tarixa) je mesto v južni Boliviji, ustanovljeno leta 1574. Je največje mesto in prestolnica istoimenskega departmaja. Ima okrog 230,000 prebivalcev in mediteransko podnebje. V njegovi neposredni bližini obratujeta letališče Capitán Oriel Lea Plaza z rednimi povezavami z večjimi bolivijskimi središči ter regijski avtobusni terminal, ki mesto povezuje z lokalnimi in mednarodnimi destinacijami. 

## Sestrska mesta
- Brasschaat, Belgija
- Glasgow, Združeno kraljestvo
- Cannes, Francija
- Arica, Čile
- Sevilla, Španija
- Los Angeles, ZDA